# Lubawang
Lubawang is een bestuurslaag in het regentschap Situbondo van de provincie Oost-Java, Indonesië. Lubawang telt 3422 inwoners (volkstelling 2010).